# لينكس جورنال
لينكس جورنال (بالإنجليزية: Linux Journal) هي مجلة تكنولوجية صدرت شهريًّا، نشرتها شركة بيلتاون ميديا، من مقرها في هيوستن، تكساس. المجلة تركز بالتحديد على لينكس، بالإضافة لكونها مصدرا للمعلومات المتخصصة جدا لهواة المصادر المفتوحة. كان آخر أعدادها في أغسطس 2019.

## تاريخ
لينكس جورنال كانت أول مجلة تنشر عن نواة لينكس وأنظمة التشغيل التي تستخدمها. صدر العدد الأول من المجلة في شهر مارس من عام 1994 من قبل فيل هيوز وبوب يونغ، أحد مؤسسي ريدهات، وتضمن مقابلة مع لينوس تورفالدس منشئ لينكس.
اخر نسخة مطبوعة كان العدد208 الصادر في أغسطس 2011، 208 قضية. بعدها أصبحت المجلة تصدر اعدادها رقميا بفقط وكانت بداية من العدد 209 الصادر في سبتمبر 2011، وتستهدف الاعداد الإلكترونية حواسيب سطح المكتب، الهواتف المحمولة، وأجهزة الكتب الإلكترونية.